# Bernardino Radi

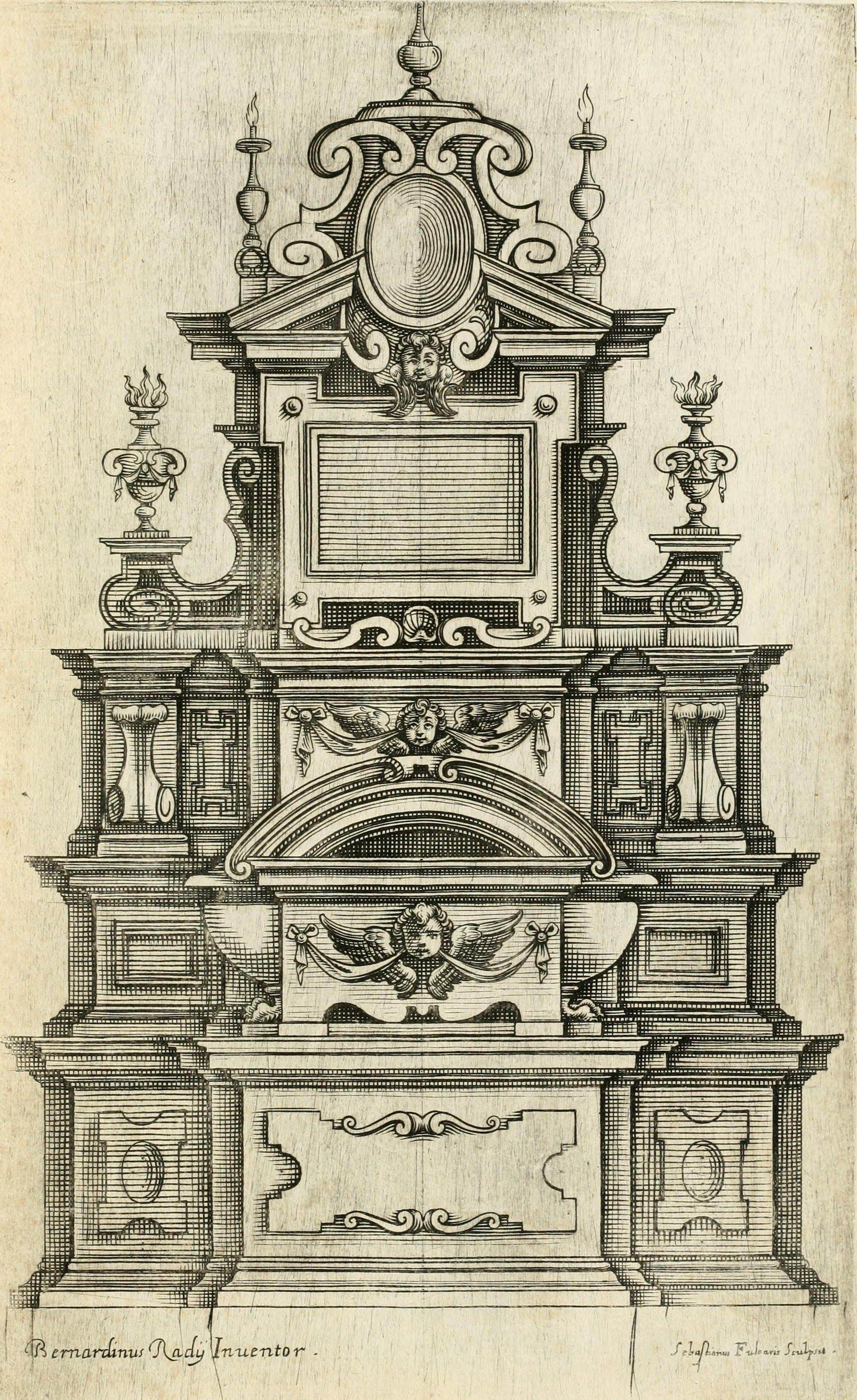
Bernardino Radi, Disegni varii di depositi, ò sepolcri (1619)

Bernardino Radi (Cortona, 2 dicembre 1581 – Roma, 29 maggio 1643) è stato un architetto, scultore e incisore italiano.

## Biografia
Nato nel 1581 da Mariotto di Bernardino, scalpellino cortonese, si formò artisticamente nella sua Cortona e si recò poi a Roma per lavorare come scultore insieme al fratello Agostino. Realizzò sculture per il cardinale Scipione Borghese al giardino di Montecavallo, fontane per il palazzo Vaticano, Porta Cavalleggeri e il palazzo del Quirinale, decorazioni e apparati liturgici per le basiliche di Sant'Agnese fuori le mura e Santa Maria Maggiore.
Formatosi con Carlo Maderno e ricevuta la patente di architetto nel 1624 grazie al cardinale Carlo de' Medici, venne nominato soprintendente delle fabbriche di Civitavecchia. Tra il 1626 e il 1627 rifece la facciata del palazzo del Giardino di Trinità dei Monti e nel 1628 diresse i lavori di villa Sacchetti a Castel Fusano. Lavorò anche a Firenze, occupandosi di risistemazioni urbane, restauri e opere di ingegneria idraulica.

## Pubblicazioni
- Varie inventioni per depositi di Bernardino Radi cortonese, Roma, Godifredo de Scaichi (1618)
- Disegni varii di depositi, ò sepolcri inventati da Bernardino Radi da Cortona, Roma (1619)
- Vari disegni de architettura, ornati de porte inventati da Bernardino Radi da Cortona, Roma (1619)
- Varie inventioni per depositi di Bernardino Radi cortonese, Roma (1625)
- Scudiero di varii disegni d’arme e targhe fatto à benefitio publico per li scultori, pittori, e intagliatori inventate dal cavaliere Bernardino Radi, Firenze (1636)
- Disegni varij di cartelle del cavalier Bernardino Radi da Cortona date in luce da Calisto Ferrante, Roma (1649)